# Aeropuerto de Tamarindo
Aeropuerto de Tamarindo är en flygplats i Costa Rica.   Den ligger i provinsen Guanacaste, i den västra delen av landet, 190 km väster om huvudstaden San José. Aeropuerto de Tamarindo ligger 10 meter över havet.
Terrängen runt Aeropuerto de Tamarindo är platt åt sydväst, men åt nordost är den kuperad. Havet är nära Aeropuerto de Tamarindo västerut. Runt Aeropuerto de Tamarindo är det ganska glesbefolkat, med 34 invånare per kvadratkilometer. Omgivningarna runt Aeropuerto de Tamarindo är en mosaik av jordbruksmark och naturlig växtlighet.